# Diores damara
Diores damara är en spindelart som beskrevs av Rudy Jocqué 1990. Diores damara ingår i släktet Diores och familjen Zodariidae.
Artens utbredningsområde är Namibia. Inga underarter finns listade i Catalogue of Life.